# プレゼンティング・ジョー・ウィリアムズ・アンド・サド・ジョーンズ / メル・ルイス, ザ・ジャズ・オーケストラ
『プレゼンティング・ジョー・ウィリアムズ・アンド・サド・ジョーンズ / メル・ルイス, ザ・ジャズ・オーケストラ』（Presenting Joe Williams and Thad Jones / Mel Lewis, The Jazz Orchestra）は、サド・ジョーンズ / メル・ルイス・ジャズ・オーケストラのアルバムである。

## 収録曲
1. ゲット・アウト・オブ・マイ・ライフ・ウーマン - "Get Out of My Life Woman" - 3分21秒
2. ウーマンズ・ゲット・ソウル - "Woman's Got Soul" - 2分22秒
3. ノーバディー・ノウズ・ザ・ウェイ・アイ・フィール・ディス・モーニング - "Nobody Knows the Way I Feel This Morning" - 4分30秒
4. ジー・ベイビー, エイント・アイ・グッド・トゥ・ユー - "Gee Baby, Ain't I Good to You" - 2分52秒
5. ハウ・スイート・イット・イズ（トゥ・ビー・ラブド・バイ・ユー） - "How Sweet It Is (To Be Loved by You)" - 2分32秒
6. キープ・ユア・ハンド・オン・ユア・ハート - "Keep Your Hand on Your Heart" - 3分37秒
7. エヴィル・マン・ブルース - "Evil Man Blues" - 3分26秒
8. カム・サンデー - "Come Sunday" - 3分16秒
9. スマック・ダブ・イン・ザ・ミドル - "Smack Dab in the Middle" - 3分29秒
10. イット・ドント・ミーン・ア・シング（イフ・イット・エイント・ガット・ザット・スウィング） - "It Don't Mean a Thing (If It Ain't Got That Swing)" - 3分4秒
11. ハレルヤ・アイ・ラブ・ハー・ソー - "Hallelujah I Love Her So" - 3分1秒
12. ナイト・タイム・イズ・ザ・ライト・タイム（トゥ・ビー・ウィズ・ザ・ワン・ユー・ラブ） - "Night Time Is the Right Time (to Be With the One You Love)" - 5分13秒

## 演奏メンバー
- ジョー・ウィリアムズ (Joe Williams) - ボーカル
- サド・ジョーンズ - フリューゲルホルン
- メル・ルイス - ドラム
- リチャード・デイヴィス (Richard Davis) - ベース
- ローランド・ハナ (Roland Hanna) - ピアノ
- サム・ハーマン (Sam Herman) - ギター
- ジェローム・リチャードソン (Jerome Richardson) - サックス
- ジェリー・ダジォン (Jerry Dodgion) - サックス
- ジョー・ファレル (Joe Farrell) - サックス
- エディ・ダニエルズ (Eddie Daniels) - サックス
- ペッパー・アダムス (Pepper Adams) - サックス
- リチャード・ウィリアムズ (Richard Williams) - トランペット
- ビル・ベリー (Bill Berry) - トランペット
- ジミー・ノッティンガム (Jimmy Nottingham) - トランペット
- スヌーキー・ヤング (Snooky Young) - トランペット
- ボブ・ブルックマイヤー (Bob Brookmeyer) - トロンボーン
- ガーネット・ブラウン (Garnett Brown) - トロンボーン
- トム・マッキントッシュ (Tom McIntosh) - トロンボーン
- クリフ・ヘザー (Cliff Heather) - トロンボーン